# Ibănești (Vaslui)
Pour les articles homonymes, voir Ibănești.
Ibănești est une commune de Roumanie située dans le județ de Vaslui et baignée par la rivière Ibana. La commune est composée de trois villages : Mânzați, Puțul Olarului et Ibănești. La population de la commune s'élève à 1 500 habitants.

## Histoire
Parmi les villages composant la commune, le village de Mânzați est le plus vieux. Situé à sept kilomètres d’Ibănești, il a été nommé d'après le cnéz Toader Mânzat, mentionné dans les chroniques d'Étienne III le Grand. Il a été mentionné pour la première fois dans un document émis le 24 avril 1434. Actuellement, l'acte est gardé dans les Archives Centrales d'État de Varsovie, dans une section concernant la Moldavie.
La commune Ibănești a été dissoute en 1968. Elle comprenait alors encore le village de Ghicani, actuellement intégré à la commune de Alexandru Vlahuta. Elle a été refondée par le décret no 859/17-12-2003 publié dans le Moniteur Officiel no. 913/19 de décembre 2003.

## À visiter
Dans la commune se trouve la ruine d'une église construite autour de 1761, restaurée en 1910, et détruite après 1940.

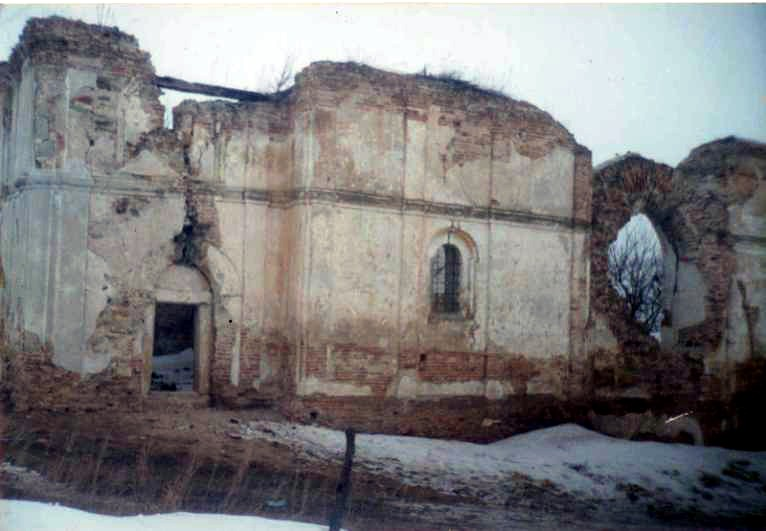
Église ruinée de Mânzați

En 1889, sur un terrain proche du village de Mânzați le chercheur Grigore Ștefănescu a découvert le squelette fossilisé d'un mammouth de l'espèce Deinotherium gigantissimum ("Deinotherum Gigantissimum"- langue grecque signifie «animal énorme et terrible").
Le squelette est de 4,5 mètres de haut et 3,5 m de long, elle appartient à une jeune personne, les adultes peuvent atteindre la taille plus grande. Ces animaux ont disparu après environ 2,5 millions d'années. Le squelette exposé au Musée national d'histoire naturelle "Grigore Antipa" a été monté en 1906 par le belge restauratorul LF de Pauw. Cet exemplaire, aujourd'hui une des pièces très importantes du Musée des Sciences Naturelles "Grigore Antipa" de Bucarest, est le seul complet du monde. En 2005, sur la proposition de géologue Gabriel Sava et par une décision du Conseil du judet de Vaslui, le terrain où il a été découvert est devenu une réserve paléontologique d'intérêt national.

## Célébrités
- Stelian Baboi, écrivain, né le 12 septembre 1938, mort en 2004
- Constantin Chiriță, écrivain, né le 12 mars 1925, mort le 14 novembre 1991